# カンビオン (ダンジョンズ&ドラゴンズ)
カンビオン(Cambion)は、テーブルトークRPG『ダンジョンズ&ドラゴンズ』（D&D）に登場するフィーンド（デヴィルやデーモンといった地獄由来のモンスター）と人間との間に生まれた悪魔人間である。大抵のカンビオンは邪悪な片親の性質を受け継ぎ、おぞましく冷酷な人格を有している。

## 元ネタ
コラン・ド・プランシーの『地獄の辞典』に、夢魔の子たるカンビオンの項目がある。

## 掲載の経緯

### AD&D 第1版(1977-1988年)
カンビオンは『Monster Manual II』(1983年、未訳)にて初めて登場し、一般的(Major)な個体に加えて、男爵／侯爵(Baron／Marquis)の2種が紹介された。

### AD&D 第2版(1989-1999年)
AD&D第2版では『Monstrous Compendium Outer Planes Appendix』(1991年、未訳)にタナーリに属するデーモンとして登場し、『Planescape Monstrous Compendium Appendix』(1994、未訳)に詳細が紹介された。

### D&D 第3版(2000-2002年)、D&D 第3.5版(2003-2007年)
D&D第3版には直接は登場しておらず、『モンスターマニュアル』(2000年)にて広く人間型生物とフィーンドとの合いの子たるハーフ・フィーンド(Harf Fiend)として紹介されている。その中で特に人間との混血児はカンビオンと呼ばれていると言及されている。3.5版でも改訂版『モンスターマニュアル』(2005年)で継続されている。
シナリオ集では、2005年のハロウィンにフリーダウンロード版として配布された『Tome of Horrors Revised』(未訳)に登場した。その後、『Expedition to the Demonweb Pits』(2007年、未訳)に詳細なデータが紹介された。

### D&D 第4版(2008年-)
D&D第4版では、『モンスター・マニュアル』(2008年)、『モンスターマニュアルⅢ』(2010)で以下の個体が登場している。なお、この版のみ片親たるサッキュバスがデヴィルになった関係上、デヴィルとの混血という扱いである。
- カンビオンの地獄剣士／Cambion Hellsword　(MM1)
- カンビオンの地獄の業火の魔導師／Cambion Hellfire Magus　(MM1)
- カンビオンの憤怒の仔／Cambion Wrathborn　(MM3)
- 縛鎖のカンビオン／Chained Cambion　(MM3)
- カンビオンの地獄の貴公子／Cambion Infernal Scion　(MM3)

### D&D 第5版(2014年-)
D&D第5版では、『モンスター・マニュアル』(2014)に登場している。

## 肉体的な特徴
一般的なカンビオンの身長は6-7フィート(約182-211cm)ほどである。
フィーンドとの混血児たるカンビオンは人間型生物の外見をしているが、随所にフィーンドの特徴が現れている。タールのごとき漆黒をした肌はあばただらけで、所々に鱗がある。耳は大きく尖り、口には鋭い牙が並んでおり、目からは赤い光が放たれている。頭頂部には角が生え、背中には一対のコウモリのごとき翼がある。臀部からは爬虫類を思わせる尻尾が生えている。
カンビオンは完全な肉食で、そのためか身体からは硫黄に似た悪臭を放っている。
フィーンドの高い適応力を受け継いでいるカンビオンは火や冷気、酸や電撃などに耐性がある。

## 特殊能力
カンビオンは様々な呪文に等しき力(疑似呪文能力)を有している。

### 変身能力(3.5版)
カンビオンは中型の人間型生物に変身することができる。変身するのは主に人間、エルフ、ドラウ、ギスゼライ、ギスヤンキ、アアシマール、ティーフリング、マッラシュ(Marrash)から、時にはノール、ゴブリンの類にまで変身することができる。この変身はカンビオンが解除するまで続けることができる。

### テレパシー(3.5版)
カンビオンは互いにテレパシーによる会話ができる。

### 炎の光線(5版)
カンビオンは炎の光線を放つことができる。この光線は武器での攻撃と同時に繰り出すことができる。

### 悪魔的な魅了(5版)
カンビオンは人間型生物を魔法の力で魅惑し、1日間意のままに操ることができる。

## 社会
D&D世界におけるフィーンドはあらゆる生物との間に魔術的な力によって混血することができる。定命の存在を悪へと堕落させることを楽しむデーモンは、時に人間型生物との間に望ましからぬ混血をする。中には極めて邪悪な者は自ら進んでデーモンとの混血に臨む。そうして産まれた人間型生物とフィーンドとの混血児がカンビオンとなる。人間型生物は人間の他、同じくフィーンドとの混血者を先祖に持つティーフリングが挙げられる。
第3.5版まではデーモンの中でも最大種族であるタナーリがカンビオンの片親であったが、第4版ではデヴィルであるサッキュバスとの混血児となった。第5版ではサッキュバスはインキュバスとともに独立したフィーンドになり、その両者と人間との混血児になった。
カンビオンは邪悪の権化たるフィーンドとの混血である以上、地上世界では迫害を受ける。また、下層次元界(デーモンの故郷である、アビスなど)でも純粋なフィーンドではないという理由で蔑まれ虐待されている。その環境と、生まれついたフィーンドの邪悪な気質を受け継いだ影響から、ほとんどのカンビオンは何らかしらの悪である。だが、片親(言うまでもなくフィーンドではない方)が悪属性ではなかった場合、10人に1人は悪属性ではないカンビオンが産まれることもある。だが、そのような例外が受け入れられる場所は極めて少なく、一匹狼として育つことを余儀なくされる第4版ではカンビオンを作らせたベリアルとその娘フィアーナ、レヴィストス、そしてアスモデウスといった九層地獄バートルの魔王たちはカンビオンを気に入っており、しばしば自らの手駒として用いている。
カンビオンは他の人間型生物のように武器と鎧を身につけている。この鎧は所々に鋲が突き出たおどろおどろしい装飾だが、全く音を立てずに動くことができる。その武装と様々な能力を生かして、デヴィルとデーモンとの間で千年以上続いている流血戦争では暗殺者として活躍している。それ以外にも、より高位のフィーンドにスパイや副官、側近として仕えている。彼らは一般的なフィーンドより野心的で、自らの片親より有能であることを示そうと富を貯え、情報を収集し、支持者を集めて影響力を持とうとする。第4版で登場する“カンビオンの地獄の貴公子”は物質界の支配者階級の者との混血であり、その気位と野望の高さはいずれ最強の魔王アスモデウスでさえ凌がんとしている。もちろん、自らが勢力を持ち側近や参謀を従わせている者もいて、思い上がった彼らが側近のオニやサークシャサにいいように操られることもままある。物質世界で活動する際は、あらゆる次元界との境界に位置する街・シギルや、容易に身を隠すことができる大都会などに隠れ住んでいる。
カンビオンはアビスなどの下層次元界の情勢やフィーンドに造詣が深く、ガイドとしてとても有能ではあるがまったく信用がおけない。信頼できそうな人物に変装して冒険者たちのガイドを買っておきながら、食べ物に毒を盛ったり、自らの主人に売り飛ばしたりすることを平然と行う。
カンビオンは異性と関係を持つことは滅多にないが、必要と感じたならば、フィーンドではなくティーフリングのような人間型生物を選ぶ。

## D&D世界でのカンビオン

### エベロンでのカンビオン
エベロンではデヴィル、デーモン、そしてアルコンが永遠に三つ巴の戦をしている次元界・シャヴァラスから召喚されたフィーンドとの混血児である。この世界でもカンビオンは迫害されるので、成育したら別の次元界へと去っていくか、エベロンに留まり悪魔崇拝者、あるいは召喚術士となる。

### フォーゴトン・レルムでのカンビオン
フォーゴトン・レルムではアビスの有力者たるグラズド、オルクス、ロルスといったデーモン・ロードの使者として現れることが多い。中には物質界に定住し、アビスには戻らない者もいる。
第5版でのカンビオンは、好色なグラズドが好んで定命の存在との間に産ませた子である。グラズドの子たるカンビオンはチャコール・グレイの肌にヒツジのようなひづめのある脚部、6本ずつの指に蠱惑的な美貌と父親とよく似た容姿となる。